# Tupalți, Novohrad-Volînskîi
Tupalți (în ucraineană Тупальці) este localitatea de reședință a comunei Tupalți din raionul Novohrad-Volînskîi, regiunea Jîtomîr, Ucraina.

## Demografie
Componența lingvistică a localității Tupalți
     Ucraineană (98,36%)
     Rusă (1,64%)
Conform recensământului din 2001, majoritatea populației localității Tupalți era vorbitoare de ucraineană (98,36%), existând în minoritate și vorbitori de rusă (1,64%).